# Atlus
Atlus Co., Ltd. (株式会社アトラス Kabushiki gaisha Atorasu) là một nhà phát triển, nhà sản xuất và phân phối trò chơi điện tử Nhật Bản có trụ sở tại Tokyo. Atlus là công ty con của Sega, nổi tiếng với các thương hiệu Megami Tensei, Persona, Etrian Odyssey, và loạt Trauma Center. Linh vật của công ty là Jack Frost, một nhân vật giống người tuyết trong loạt Shin Megami Tensei. Ngoài trò chơi, công ty còn nổi tiếng với các dịch vụ purikura, các quầy chụp ảnh  selfie lấy liền, rất phổ biến ở Đông Á.
Atlus thành lập vào tháng 4 năm 1986 và trải qua những năm đầu với vai trò là nhà phát triển trò chơi điện tử cho các công ty khác. Hãng trở thành một nhà phát hành trò chơi điện tử độc lập vào năm 1989 và tồn tại cho đến khi sáp nhập vào Index Corporation vào tháng 10 năm 2010. Sau khi giải thể, cái tên Atlus tiếp tục là thương hiệu được Index Corporation sử dụng để xuất bản trò chơi điện tử cho đến năm 2013, khi Sega mua lại và hồi sinh như ban đầu với tên Sega Dream Corporation.
Atlus có ba bộ phận phát triển: Creative Department 1st Production (Team Maniax), Creative Department 2nd Production (P-Studio), and Creative Department 3rd Production (Studio Zero). Một chi nhánh Bắc Mỹ của công ty, Atlus USA thành lập vào năm 1991, tập trung vào việc xuất bản và bản địa hóa các trò chơi cho Bắc Mỹ, trong khi chi nhánh ở Châu Âu thành lập vào năm 2017.

## Lịch sử

Logo Atlus cho đến năm 2013

Atlus thành lập vào ngày 7 tháng 4 năm 1986 với tư cách là nhà phát triển trò chơi trên máy tính cho các công ty khác. Vào tháng 1 năm 1987, Atlus bắt đầu bán các thiết bị giải trí. Tháng 3 nami 1989, công ty mở rộng sang việc bán thiết bị karaoke. Năm 1989, Atlus phát hành trò chơi đầu tiên dưới tên riêng: Puzzle Boy cho hệ máy Game Boy.
Năm 1992 Atlus bắt đầu lấn sân sang ngành công nghiệp trò chơi arcade vào những năm 1990 bằng cách sản xuất trò chơi arcade đầu tiên, BlaZeon. Năm 1995, Atlus ra mắt  Print Club (purikura) hợp tác với Sega., một gian hàng chuyên dụng để chụp và in ra các bức ảnh selfie. Miho Sasaki, một nhân viên của công ty, sáng tạo ra máy vào năm 1994. Tháng 2 năm 1995 Atlus và Sega giới thiệu purikura tại các khu trò chơi arcade, trước khi mở rộng sang các địa điểm văn hóa công cộng khác như cửa hàng thức ăn nhanh, ga tàu, quán karaoke và sân chơi bowling. Purikura đã trở thành một hình thức giải trí phổ biến của giới trẻ khắp Đông Á, đặt nền móng cho văn hóa selfie hiện đại. Đến năm 1996, nó chiếm 70% doanh thu của công ty.
Atlus gia nhập Sàn giao dịch chứng khoán Tokyo vào năm 1997, niêm yết trên JASDAQ. Với mục tiêu tăng thêm sự hiện diện trong ngành công nghiệp giải trí, Atlus đã mua lại nhà sản xuất Apies từ Yubis Corporation vào năm 1999. Năm 2000, Atlus thành lập liên doanh với Kadokawa Shoten để phân phối và bán các trò chơi. Atlus bị thâm hụt kết quả tài chính trong cả năm 1999 và 2000. Để giải quyết vấn đề này, Atlus đã thiết lập một kế hoạch cải cách quản lý vào năm 2001. Trong nỗ lực tái cấu trúc đó, Atlus đã bán hai công ty con (một trong số đó là Apies) cho các nhân viên của họ như là một phần của thương vụ mua lại cổ phần.
Vào tháng 10 năm 2001, Atlus mua lại Career Soft và trở thành nhà phát hành duy nhất của loạt Growlanser: một trò chơi nhập vai chiến lược thời gian thực từ những người tạo ra loạt Langrisser. Vào năm 2004, sau khi phát hành Growlanser IV, phần lớn nhân viên của Career Soft đã được sáp nhập vào nhóm phát triển chính của Atlus nơi họ làm việc với loạt Shin Megami Tensei: Devil Survivor. Là một thương hiệu phát triển, Career Soft cuối cùng đã bị giải thể.
Vào tháng 10 năm 2003, công ty đồ chơi Nhật Bản Takara mua lại Atlus. Ngày 21 tháng 11 năm 2006, Index Holdings tuyên bố mua lại Atlus, có hiệu lực vào ngày 30 tháng 10 và mua 7,7 triệu cổ phiếu (54,93%; 77.000 phiếu, tương đương 54,96% quyền biểu quyết) vào ngày 20 tháng 11 năm 2006. Atlus trở thành công ty con của Index Holdings vào ngày 29 tháng 11 năm 2006.
Vào tháng 3 năm 2009, Atlus và Sting Entertainment đã công bố một quan hệ đối tác xuất bản chứng nhận Atlus trở thành nhà xuất bản duy nhất của Sting tại Nhật Bản. Vào ngày 17 tháng 9 năm 2009, Index Holdings tuyên bố tách cơ sở giải trí và những gì có liên quan đến kinh doanh của Atlus thành một công ty con, New Entertainment Waves, có hiệu lực vào ngày 1 tháng 12. Một trăm bảy mươi hai cổ phiếu của công ty con cũng đã được chuyển cho Chushoukigyou Leisure  vào ngày 1 tháng 12.
Ngày 30 tháng 8 năm 2010, Index Holdings tuyên bố sáp nhập với Atlus, với Index Holdings là công ty tồn tại, có hiệu lực vào ngày 1 tháng Mười. Sau khi sáp nhập, Index Holdings sẽ tiếp tục vận hành thương hiệu Atlus. Mặc dù người hâm mộ lo ngại về tương lai của công ty, CEO Shinichi Suzuki nói rằng Atlus sẽ tiếp tục cung cấp "trải nghiệm trò chơi với chất lượng tốt nhất có thể" và việc sáp nhập "tiếp tục củng cố nền tảng của Atlus, cả ở Nhật Bản và tại Mỹ."  Ngày 9 tháng 11 năm 2010, Index Holdings tuyên bố đổi tên thành Index Corporation, được xác nhận tại cuộc họp cổ đông vào ngày 25 tháng 11 năm 2010 và có hiệu lực vào ngày 1 tháng 12.
Từ năm 2010 đến 2013, Atlus, với tư cách là một công ty, đã không còn tồn tại và tên của nó đã trở thành một thương hiệu của Index Corporation ở Nhật Bản. Tuy nhiên, Atlus USA vẫn hoạt động và được đổi tên thành Index Digital Media, đóng vai trò là công ty con ở Bắc Mỹ cho Index Corporation. Giống như ở Nhật Bản, các trò chơi điện tử tiếp tục được phát hành dưới tên Atlus trong giai đoạn này. Vào tháng 6 năm 2013, có thông tin Index Corporation đã nộp đơn tố tụng dân sự, phá sản với khoản nợ 24,5 tỷ Yên. Phát ngôn viên của Atlus USA cho biết Index Digital Media và thương hiệu Atlus không bị ảnh hưởng bởi quá trình tố tụng.
Ngày 18 tháng 9 năm 2013, có thông tin rằng Sega đã thắng trong đấu thầu mua lại Index với giá 14 tỷ Yên. Tất cả các hoạt động của Index, bao gồm thương hiệu Atlus và Index Digital Media (Atlus USA), được chuyển sang Sega Dream Corporation (công ty con mới mở vào ngày 5 tháng 9 năm 2013) vào ngày 1 tháng 11 năm 2013. Ngày hôm đó, Sega tuyên bố sẽ đổi tên của Sega Dream Corporation thành Index Corporation.
Ngày 18 tháng 2 năm 2014, Sega đã công bố việc tách các mảng kinh doanh về mặt nội dung và giải pháp của Index Corporation thành một công ty con mới, Index Corporation, giữ tên cũ Index Corporation, còn bộ phận kinh doanh trò chơi kỹ thuật số còn lại của nó trở thành Atlus, có hiệu lực từ ngày 1 tháng 4 năm 2014. Atlus mới sẽ bao gồm công ty con ở nước ngoài, Index Digital Media, sẽ hoàn nguyên tên của nó trở lại là Atlus USA khi thành lập Atlus mới.
Tháng 4 năm 2017, Sega Sammy Holdings công bố di dời các cơ quan chức năng trụ sở chính của Sega Sammy Group và các công ty con lớn trong nước ở khu đô thị Tokyo đến Shinagawa-ku vào tháng 1 năm 2018. Lý do là để thúc đẩy hợp tác giữa các công ty và tạo ra sự tương tác tích cực hơn của nhân sự, đồng thời theo đuổi quản lý nhóm hiệu quả bằng cách củng cố các chức năng riêng lẻ của từng nhóm. Atlus là một trong những công ty chịu di dời để đáp ứng điều này. Công ty có ba bộ phận: Creative Division 1st Production (chịu trách nhiệm quản lý loạt Shin Megami Tensei và Etrian Odyssey), Creative Division 2nd Production (còn gọi là P-Studio và chịu trách nhiệm quản lý loạt Persona) và Creative Division 3 Production (cũng được gọi là Studio Zero).

## Chi nhánh quốc tế

### Atlus USA

Gian hàng Atlus USA tại Triển lãm Giải trí Điện tử 2017

Atlus USA, Inc. được thành lập vào năm 1991 và có trụ sở tại Irvine, California, là công ty con của Atlus tại Mỹ và xuất bản các trò chơi được tạo bởi Atlus và các nhà phát triển khác. Nó được chính thức gọi là Index Digital Media từ năm 2010 đến 2014 là kết quả của việc Atlus bị giải thể thành Index Corporation.
Một số trò chơi Megami Tensei không được phát hành ở Bắc Mỹ. Trong những năm 1990, Jack Bros cho Virtual Boy, Revelations: Persona cho PlayStation và Revelations: The Demon Slayer cho Game Boy Color là ba trò chơi đầu tiên trong loạt được phát hành ở Bắc Mỹ. Bản phát hành năm 2004 của Shin Megami Tensei: Nocturne là phiên bản đầu tiên ở Mỹ  Kể từ đó, hầu hết các loạt đã được phát hành ở Mỹ, bao gồm cả Persona 3, Devil Summoner: Raidou Kuzunoha vs. The Soulless Army,và Shin Megami Tensei: Strange Journey.
Atlus USA đã bản địa hóa Disgaea: Hour of Darkness, được tạo bởi Nippon Ichi Software. Công ty này cũng đã xuất bản trò chơi nhập vai chiến thuật Tactics Ogre và phiên bản làm lại trên Game Boy Advance của Kunio-kun và Double Dragon cho Million (một công ty bao gồm các cựu nhân viên Technōs Nhật Bản). Các tựa trò chơi đáng chú ý khác bao gồm Snowboard Kids và Snowboard Kids 2 (cho Nintendo 64), Odin Sphere và loạt Trauma Center. Atlus USA đã phát hành Riviera: The Promised Land, một trò chơi nhập vai cho Game Boy Advance, trước đó là cho Wondererswan Color vào năm 2004, kết hợp với Sting và Bandai. Năm 2006, Atlus USA và Sting phát hành Yggdra Union, một trò chơi nhập vai chiến lược (RPG) cho Game Boy Advance. Sau khi ấn phẩm Working Designs của Growlanser Generations xuất bản, họ đã phát hành Growlanser: Heritage of War năm 2005 và Growlanser Wayfarer of Time năm 2012.
Công ty đã thành lập một bộ phận trực tuyến, bao gồm cổng Atlus Online đang chạy Neo Steam: The Shattered Continent và Shin Megami Tensei: Imgage. Ngày 31 tháng 3 năm 2013, Bộ phận Trực tuyến Atlus của Index Digital Media đã được Marvelous AQL mua lại và chuyển sang XSEED Games. Atlus USA đã xuất bản các trò chơi dưới tên Marl Kingdom, bắt đầu với Rhapsody: A Music Adventure vào năm 2000. Ngày 18 tháng 2 năm 2014, Sega tuyên bố Index Digital Media sẽ hoàn nguyên tên của nó trở lại thành Atlus USA. Tháng 3 năm 2016, Sega thông báo tất cả các sản phẩm nội địa hóa trong tương lai của Atlus cho thị trường Bắc Mỹ sẽ chỉ được Sega xuất bản.

## Phân phối ở châu Âu và châu Đại Dương
Cho đến năm 2017, Atlus không có một bộ phận chuyên dụng cho thị trường châu Âu để xuất bản và phân phối các tựa trò chơi của họ trong khu vực Châu Âu và Châu Đại Dương. Thay vào đó, nhiều tựa trò chơi của Atlus đã được xuất bản tại các khu vực này bởi Nippon Ichi Software (NIS) và bộ phận NIS America của Mỹ. Sau khi Sega Sammy Holdings mua lại Atlus, NIS nhận thấy rằng việc hợp tác giữa Sega và Atlus cho việc phân phối trở nên khó khăn hơn, vào tháng 4 năm 2016, chính thức chấm dứt hợp tác phân phối với Atlus. Vào tháng 7 năm 2016, Deep Silver thông báo họ đã đồng ý trở thành nhà phân phối của Atlus ở Châu Âu và Châu Đại Dương, và sẽ bắt đầu xuất bản các tựa trò chơi ở cả dạng bán lẻ và kỹ thuật số. Tháng 8 năm 2017, Atlus thông báo mở một nhóm phân phối cho thị trường châu Âu, làm việc tại các văn phòng của Sega Europe ở London, nơi sẽ xuất bản tất cả các tựa trò chơi của hãng trong tương lai.

## Linh vật của doanh nghiệp

Jack Frost là linh vật của Atlus kể từ khi thành lập năm 1990.

Jack Frost, có hình dạng như một con quỷ tuyết dễ thương trong loạt Shin Megami Tensei, là linh vật của công ty. Giống như người tuyết, linh vật này có răng, một cái đuôi và không có mũi, đội nón hề, cổ áo, và giày cùng màu. Câu khẩu hiệu của nó là "Hee-Ho". Linh vật đã xuất hiện ở một số trò chơi trong loạt Shin Megami Tensei, cũng như các trò chơi của Jack Bros. Jack Frost là một nhân vật ẩn trong phiên bản SBK: Snowboard Kids của Bắc Mỹ và Nhật Bản, với vai trò lớn hơn trong phiên bản tiếng Nhật. Jack có một gia đình; cùng nhiều người thân hơn đã được tạo ra kể từ Shin Megami Tensei II, bao gồm King Frost, Frost 5 Senshi và Black Frost.

## Các bản khác dựa trên trò chơi điện tử của Atlus
- Shin Megami Tensei: Tokyo Mokushiroku
- Shin Megami Tensei: Devil Children
- Shin Megami Tensei: Devil Children 2 Light & Dark
- Devil Survivor 2: The Animation
- Persona: Trinity Soul
- Persona 4: The Animation
- Persona 4: The Golden Animation
- Persona 3 The Movie:#1 Spring of Birth.
- Persona 3 The Movie:#2 Midsummer Knight's Dream
- Persona 3 The Movie:#3 Falling Down
- Persona 3 The Movie:#4 Winter of Rebirth
- Persona 5: The Animation – The Day Breakers
- Persona 5: The Animation